# Bugula orientalis
Bugula orientalis är en mossdjursart som beskrevs av Liu 1984. Bugula orientalis ingår i släktet Bugula och familjen Bugulidae. Inga underarter finns listade i Catalogue of Life.